# Carrizal Segundo
Carrizal Segundo är en ort i Mexiko.   Den ligger i kommunen Tantoyuca och delstaten Veracruz, i den sydöstra delen av landet, 230 km norr om huvudstaden Mexico City. Carrizal Segundo ligger 171 meter över havet och antalet invånare är 142.
Terrängen runt Carrizal Segundo är huvudsakligen platt, men söderut är den kuperad. Runt Carrizal Segundo är det ganska tätbefolkat, med 72 invånare per kvadratkilometer. Närmaste större samhälle är Tantoyuca, 4,4 km sydost om Carrizal Segundo. Trakten runt Carrizal Segundo består till största delen av jordbruksmark.